# René Naud (homme politique)
Pour les articles homonymes, voir René Naud.
René Naud, né le 9 avril 1907 à Châtellerault (France) et mort le 17 avril 1988 à Toulon (France), est un homme d’affaires, homme politique et colon français en Oubangui-Chari impliqué dans le processus d'indépendance de la République centrafricaine. Il préside la chambre de commerce de Bangui.

## Carrière politique
Élu au conseil territorial de l’Oubangui-Chari dans le 1er collège, il est ensuite adjoint de Barthélemy Boganda à la mairie de Bangui, il assure l'intérim après sa mort accidentelle en mars 1959. Il projette la construction d’une voie ferrée Bangui-Tchad.
En 1959, il est l'un des quatre sénateurs représentant la République centrafricaine au Sénat de la Communauté française.